# 馬加城
馬加城（まくわりじょう）は、千葉県千葉市花見川区幕張町にあった日本の城。

## 概要
馬加城は花見川と浜田川とに挟まれた舌状台地上に位置する。開発により遺構は消滅したが、伝承等から城域が台地上に広く取られていたものと考えられている。

## 歴史・沿革
馬加城の築城は、大須賀庄本郷に所領を与えられた千葉常胤の四男大須賀胤信によって治承4年（1180年）に行われたとされる。
胤信は後に埴生郡に移された。
時代は下り、室町時代後期には千葉満胤の長庶子の馬加康胤が拠り、享徳の乱に乗じて原氏と組んで千葉胤直を滅ぼし、宗家の座を奪った。事態を知った将軍足利義政が介入したため、原氏、馬加氏の支配は長くは続かなかった。
馬加城の廃城時期は不明だが、千葉胤富が天文年間に在城したとの記録があり、戦国時代後期まで維持されたものと考えられている。